# Anthornis melanocephala
Anthornis melanocephala е изчезнал вид птица от семейство Meliphagidae.
Обитавал е Нова Зеландия.

## Разпространение
Видът е разпространен в Нова Зеландия.